# Bebê a Bordo
Bebê a Bordo es una telenovela brasileña transmitida por Rede Globo desde 13 de junio de 1988 hasta 10 de febrero de 1989.

## Reparto
| Actor/Actriz          | Personaje                            |
| --------------------- | ------------------------------------ |
| Isabela Garcia        | Ana da Silva / Sílvia Siqueira Ramos |
| Tony Ramos            | Antônio Ladeira (Tonico)             |
| Dina Sfat             | Laura Petraglia / Bárbara            |
| Maria Zilda Bethlem   | Ângela                               |
| Ary Fontoura          | Nero Petraglia                       |
| José de Abreu         | Antônio Barbirotto (Tonhão)          |
| Débora Duarte         | Joana Mendonça                       |
| Armando Bógus         | Luís Lima Petraglia (Liminha)        |
| Inês Galvão           | Sônia (Soninha)                      |
| Léo Jaime             | José (Zezinho)                       |
| Rodolfo Bottino       | Antônio Antonucci                    |
| Nicette Bruno         | Branca Ladeira                       |
| Sebastião Vasconcelos | Tarcísio Barbirotto (Tico)           |
| Márcia Real           | Valquíria                            |
| Patrícya Travassos    | Ester Ladeira Amado                  |
| Françoise Forton      | Glória Ladeira                       |
| Guilherme Leme        | Ricardo Antônio Barbirotto (Rico)    |
| Guilherme Fontes      | Reinaldo Luís Barbirotto (Rei)       |
| Sílvia Buarque        | Raio de Luar                         |
| Carla Marins          | Maria Luísa (Sininho)                |
| Paulo Figueiredo      | Eduardo Augusto Rêgo Grande (Dinho)  |
| Sílvia Bandeira       | Lourdes (Dinha)                      |
| Tarcísio Filho        | Carlos Antônio (Caco)                |
| Paulo Guarnieri       | Nicolau Petraglia (Nico)             |
| Felipe Pinheiro       | Ladislau Petraglia (Lalau)           |
| Irving São Paulo      | Bad Cat                              |
| Ilva Niño             | Mainha                               |
| Deborah Evelyn        | Fânia Favale                         |
| João Signorelli       | Celso                                |
| Cristina Sano         | Grega                                |
| Anderson Müller       | Bad Boy                              |
| Cláudia Magno         | Gilda                                |
| Leina Krespi          | Vespúcia (Vespa)                     |
| Sônia Mamede          | Ilka                                 |
| Edson Silva           | Severo                               |
| Duda Mamberti         | Téo                                  |
| Fábio Pillar          | Gilberto Amado (Amado)               |
| Chiquinho Brandão     | Joca                                 |
| Jorge Fernando        | José Antônio (Zetó)                  |
| Carla Tausz           | Elza                                 |
| João Rebello          | Antônio Ladeira Junior (Juninho)     |
| Catarina Dahl         | Flávia (Flavinha)                    |

| Beatriz Bertu e Adriana Valbon como Helena (Heleninha) |

### Elenco secundario
- Tereza Rachel - Luciana Mendonça
- Bel Kutner - Laura (joven)
- Vera Holtz - Madalena
- Evandro Mesquita - Raúl e Pancho (cicerones)
- Bebel Gilberto - Marisol
- Paolette – Osvaldão
- Carlos Eduardo Dolabella - Augusto
- Tonico Pereira - Válter
- Emiliano Queiroz - Brito
- Mauro Mendonça - senador Favalle
- Cininha de Paula - mujer de Favalle
- Joyce de Oliveira - Sra. Perácia Prado Almeida
- Pedro Cardoso - Flávio
- Rosita Thomaz Lopes - Dona Maria Clara
- Lucy Mafra
- Cláudia Mauro - Dona Brígida
- Paulo César Grande
- Marcos Wainberg - Leonel
- Carlos Takeshi - Xangai